# Leichtathletik-Europameisterschaften 2016/100 m der Frauen

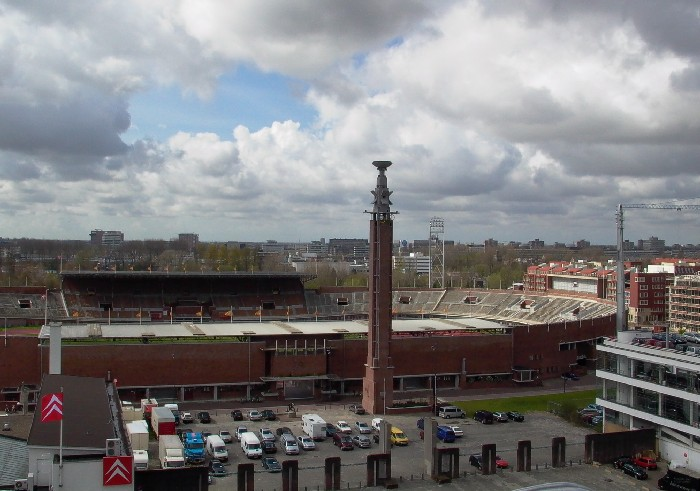
Das Olympiastadion in Amsterdam im Jahr 2005

Der 100-Meter-Lauf der Frauen bei den Leichtathletik-Europameisterschaften 2016 wurde am 6. und 7. Juli 2016 im Olympiastadion der niederländischen Hauptstadt Amsterdam ausgetragen.
Europameisterin wurde die niederländische Vizeweltmeisterin von 2015, amtierende Weltmeisterin über 200 Meter und WM-Dritte im Siebenkampf von 2013 Dafne Schippers, die ihren Titel von 2014 sehr souverän verteidigte.
Rang zwei belegte wie am Tag zuvor über 200 Meter die bulgarische Europameisterin von 2012 Iwet Lalowa.
Bronze ging an die Schweizerin Mujinga Kambundji.

## Bestehende Rekorde
| Weltrekord           | 10,49 s | Florence Griffith-Joyner | Indianapolis, USA   | 16. Juli 1988   |
| Europarekord         | 10,73 s | Christine Arron          | EM Budapest, Ungarn | 18. August 1998 |
| Meisterschaftsrekord | 10,73 s | Christine Arron          | EM Budapest, Ungarn | 18. August 1998 |

Der bestehende EM-Rekord wurde bei diesen Europameisterschaften nicht erreicht. Die schnellste Zeit erzielte die niederländische Europameisterin Dafne Schippers mit 10,90 s bei einem Gegenwind von 0,2 m/s, womit sie 23 Hundertstelsekunden über dem Rekord, gleichzeitig Europarekord, blieb. Zum Weltrekord fehlten ihr 41 Hundertstelsekunden.

## Doping
In diesem Wettbewerb gab es einen Dopingfall.
Ein Dopingtest der Ukrainerin Olessja Powch, die hier im Halbfinale ausgeschieden war, vom 15. Juni 2016 ergab eine deutlich zu hohe Testosteron-Konzentration. Sie erhielt eine vierjährige Sperre vom 15. Juni 2016 bis 14. Juni 2020, alle ihre seit der positiven Dopingprobe erzielten Resultate wurden annulliert.
Leidtragende war in erster Linie die Spanierin Estela García, die im Halbfinale zuschauen musste, obwohl sie sich über ihre Zeit eigentlich für diese Runde qualifiziert hatte.

## Durchführung
Für diese Disziplin kam zum ersten Mal ein neuer Austragungsmodus zur Anwendung. Die neun stärksten Athletinnen der europäischen Jahresbestenliste mussten in der Vorrunde noch nicht antreten, sondern stiegen erst im Halbfinale ein.

## Legende
Kurze Übersicht zur Bedeutung der Symbolik – so üblicherweise auch in sonstigen Veröffentlichungen verwendet:
| DSQ | disqualifiziert                                                                                    |
| DNF | Wettkampf nicht beendet (did not finish)                                                           |
| DOP | wegen Dopingvergehens disqualifiziert                                                              |
| IWR | Internationale Wettkampfregeln                                                                     |
| TR  | Technische Regeln                                                                                  |
| ‡   | eine der neun schnellsten Sprinterinnen der Jahresbestenliste (Markierung verwendet im Halbfinale) |

## Vorrunde
Die Vorrunde wurde in drei Läufen durchgeführt. Die ersten vier Athletinnen pro Lauf – hellblau unterlegt – sowie die darüber hinaus drei zeitschnellsten Läuferinnen – hellgrün unterlegt – qualifizierten sich für das Halbfinale.

### Vorlauf 1
7. Juli 2016, 12:15 Uhr
Wind: −0,5 m/s
| Platz | Name                | Nation       | Zeit (s) |
| ----- | ------------------- | ------------ | -------- |
| 1     | Rebekka Haase       | Deutschland  | 11,23    |
| 2     | Ramona Papaioannou  | Zypern       | 11,36    |
| 3     | Naomi Sedney        | Niederlande  | 11,36    |
| 4     | Inna Eftimowa       | Bulgarien    | 11,39    |
| 5     | Salomé Kora         | Schweiz      | 11,45    |
| 6     | Irene Siragusa      | Italien      | 11,55    |
| 7     | Maria Belimbasaki   | Griechenland | 11,55    |
| 8     | Charlotte Wingfield | Malta        | 11,90    |

### Vorlauf 2

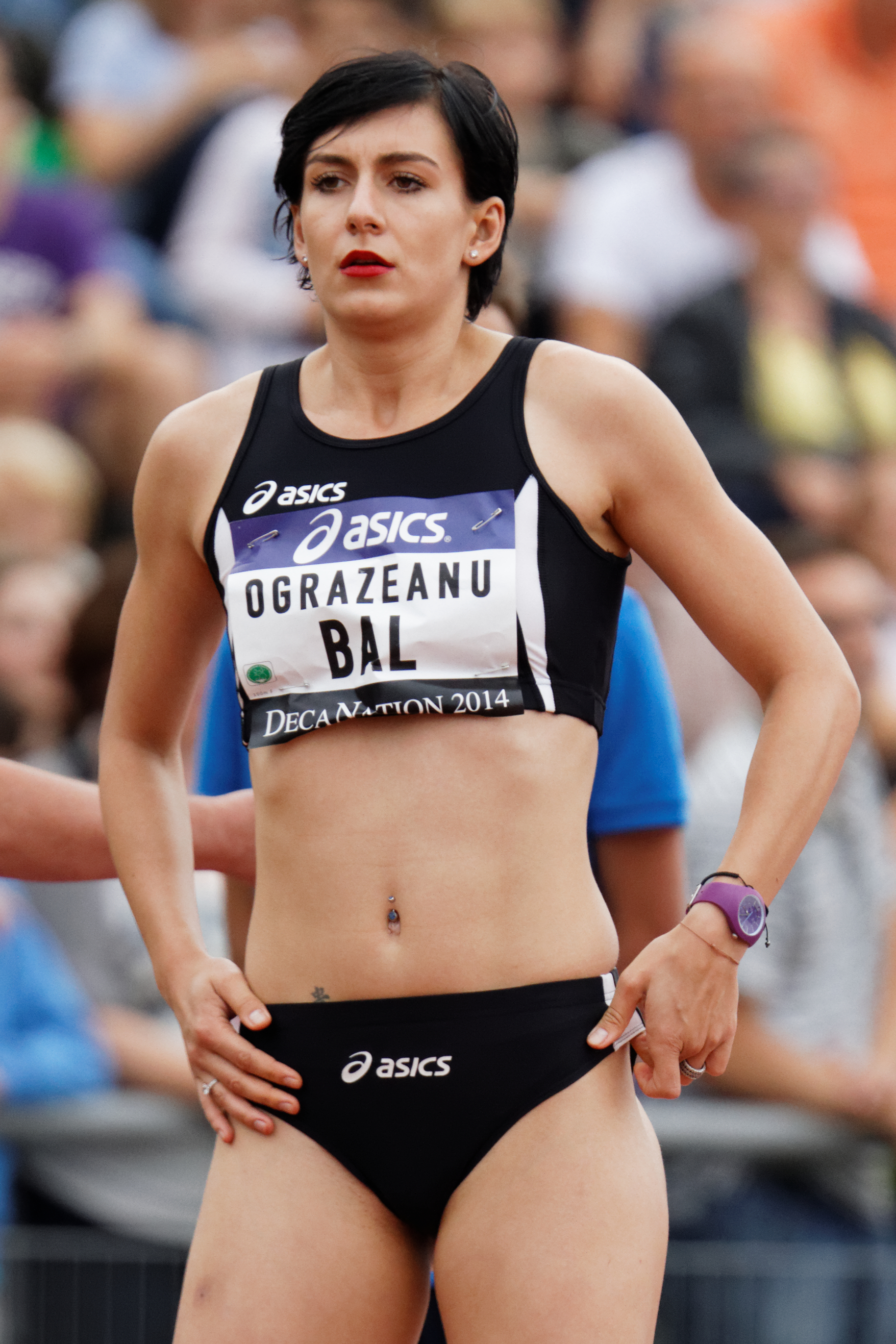
Als Fünfte ihres Vorlaufs erreichte Andreea Ogrăzeanu nicht das Halbfinale

7. Juli 2016, 12:21 Uhr
Wind: −0,4 m/s
| Platz | Name               | Nation     | Zeit (s)                            |
| ----- | ------------------ | ---------- | ----------------------------------- |
| 1     | Maja Mihalinec     | Slowenien  | 11,41                               |
| 2     | Amy Foster         | Irland     | 11,57                               |
| 3     | Jennifer Galais    | Frankreich | 11,64                               |
| 4     | Alexandra Bezeková | Slowakei   | 11,71                               |
| 5     | Andreea Ogrăzeanu  | Rumänien   | 11,73                               |
| 6     | Marisa Lavanchy    | Schweiz    | 11,89                               |
| DOP   | Olessja Powch      | Ukraine    | 11,37 für das Halbfinale zugelassen |

### Vorlauf 3

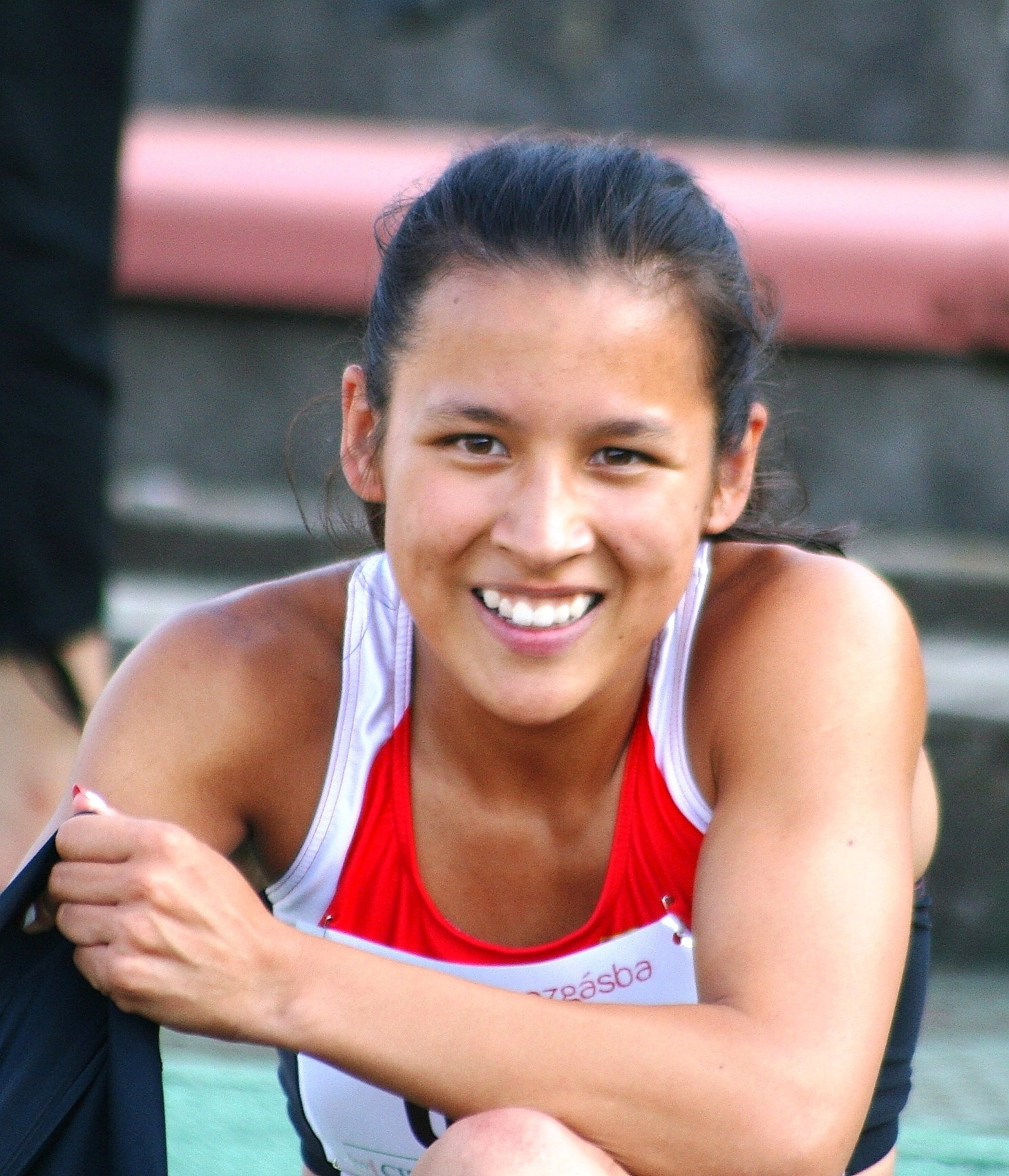
Anasztázia Nguyen wurde Sechste in ihrem Vorlauf und schied damit aus

7. Juli 2016, 12:27 Uhr
Wind: −1,0 m/s
| Platz | Name                     | Nation   | Zeit (s)                                         |
| ----- | ------------------------ | -------- | ------------------------------------------------ |
| 1     | Gloria Hooper            | Italien  | 11,40                                            |
| 2     | Lorène Bazolo            | Portugal | 11,44                                            |
| 3     | Ezinne Okparaebo         | Norwegen | 11,45                                            |
| 4     | Marika Popowicz-Drapała  | Polen    | 11,61                                            |
| 5     | Estela García            | Spanien  | 11,64 eigentlich für das Halbfinale qualifiziert |
| 6     | Anasztázia Nguyen        | Ungarn   | 11,66                                            |
| 7     | Lina Grinčikaitė Samuolė | Litauen  | 11,77                                            |

## Halbfinale
Aus den drei Halbfinalläufen qualifizierten sich die jeweils ersten beiden Athletinnen – hellblau unterlegt – sowie die darüber hinaus zwei zeitschnellsten Läuferinnen – hellgrün unterlegt – für das Finale.

### Lauf 1

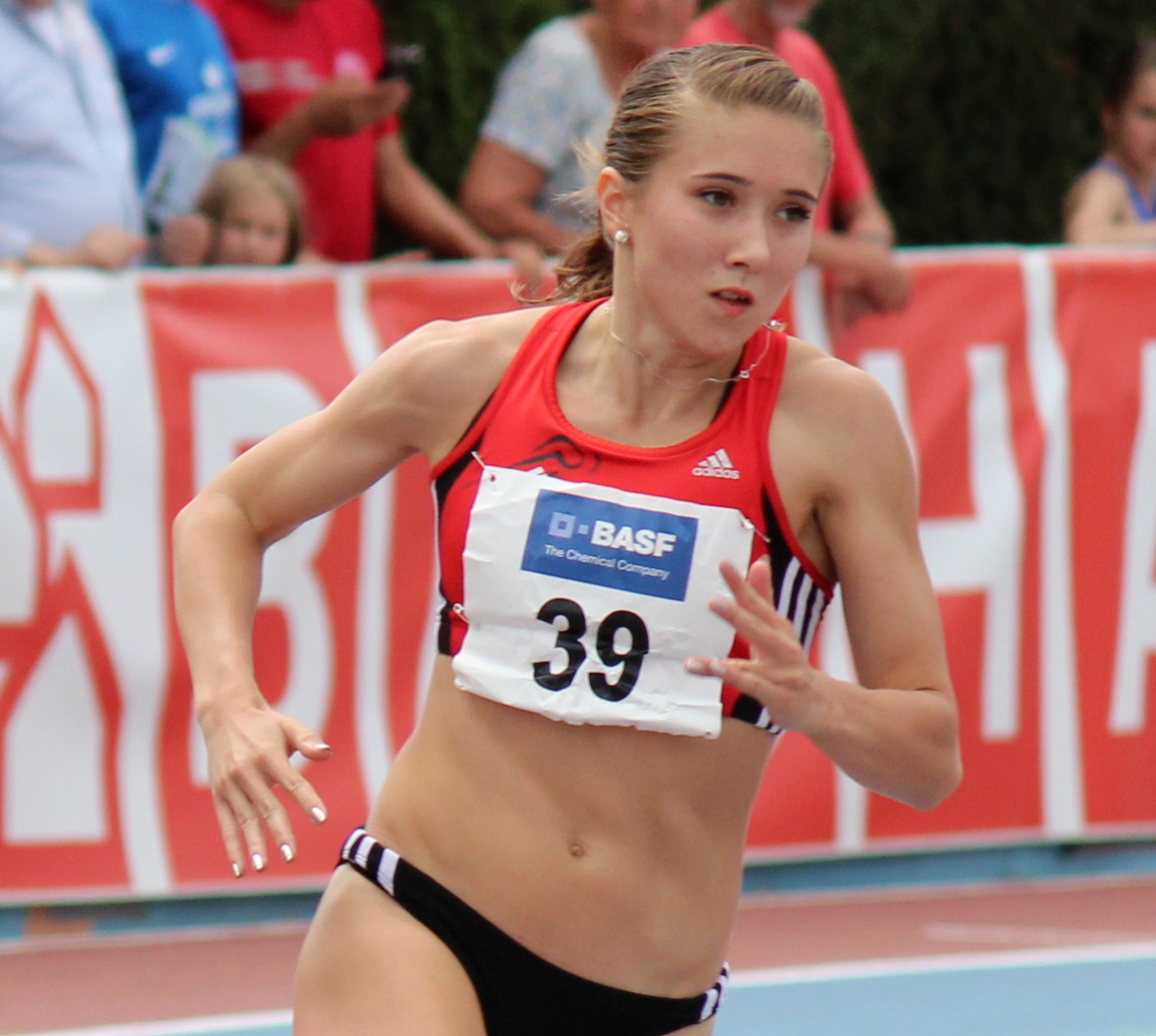
Rebekka Haase – ausgeschieden in 11,46 s
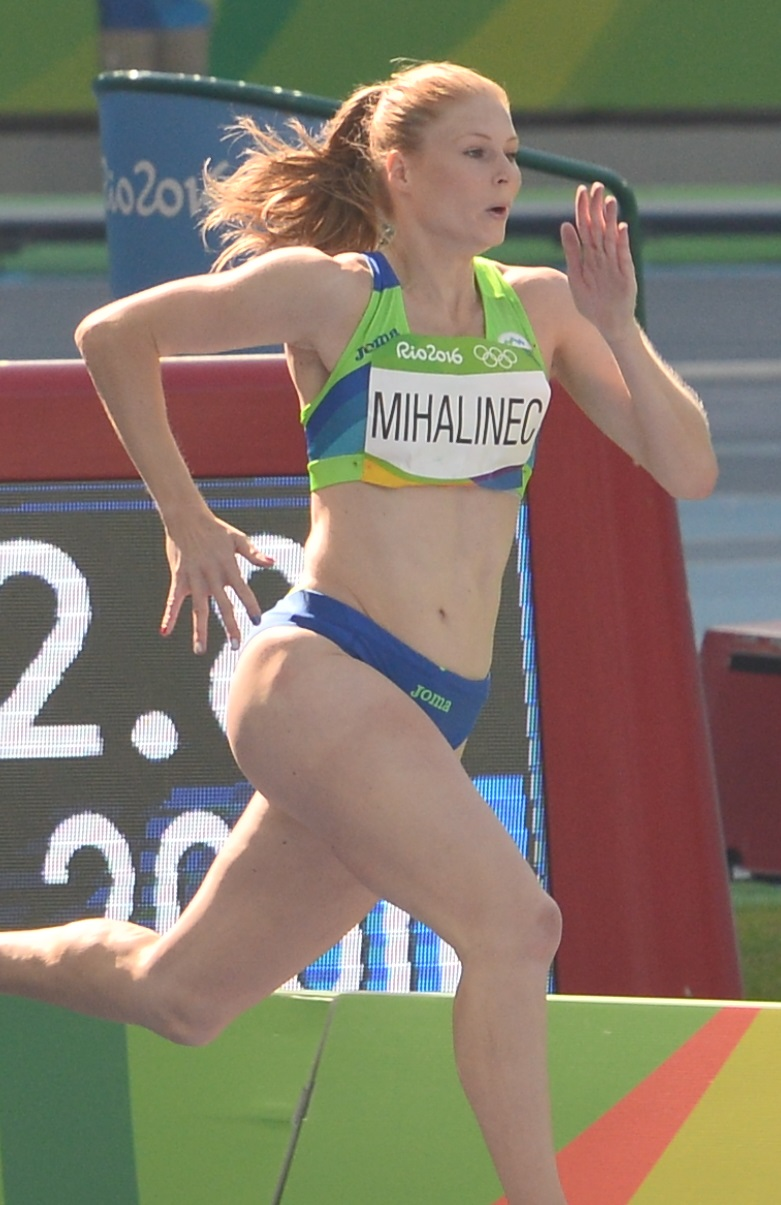
Maja Mihalinec – ausgeschieden in 11,55 s
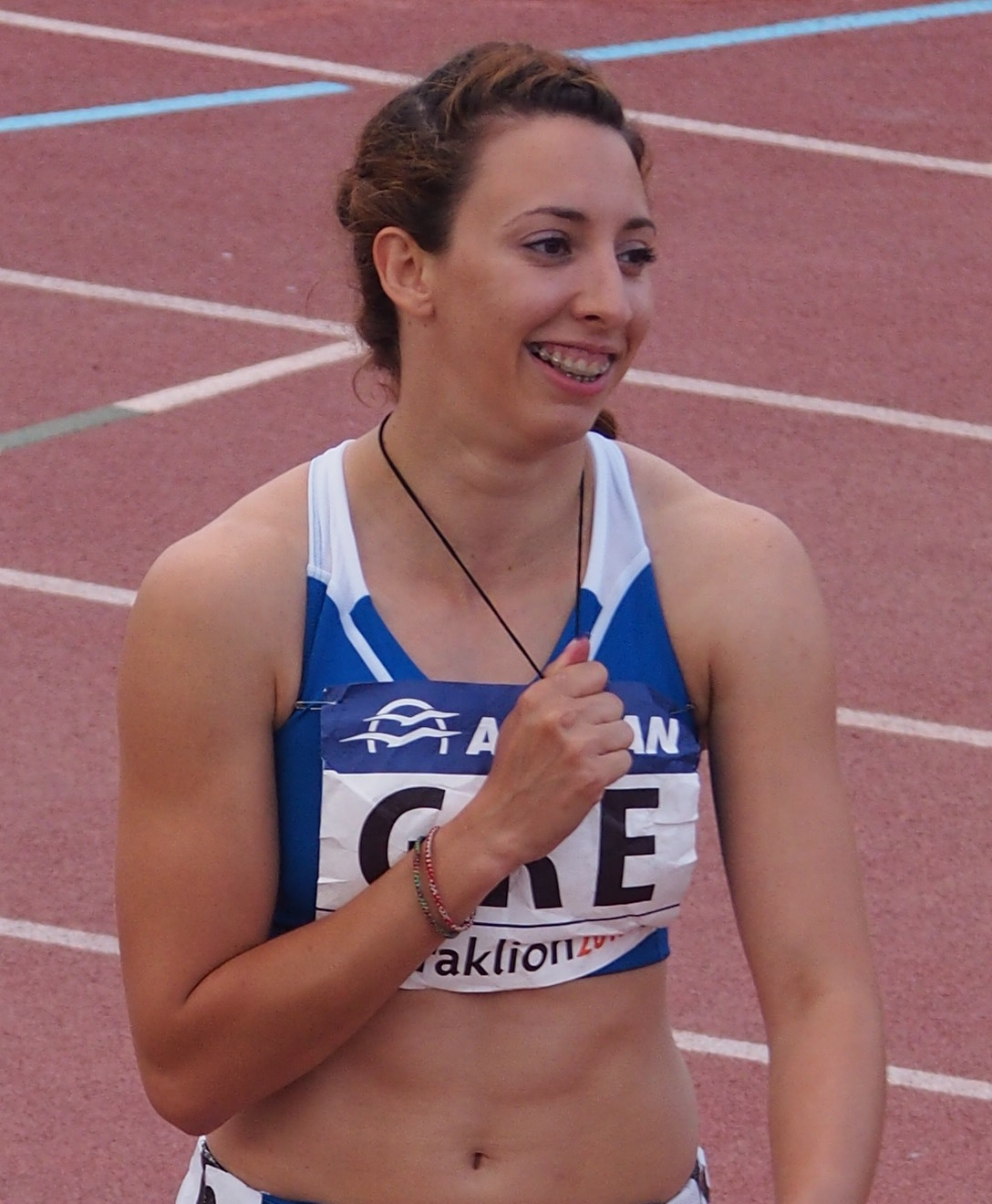
Maria Belimbasaki – ausgeschieden in 11,62 s
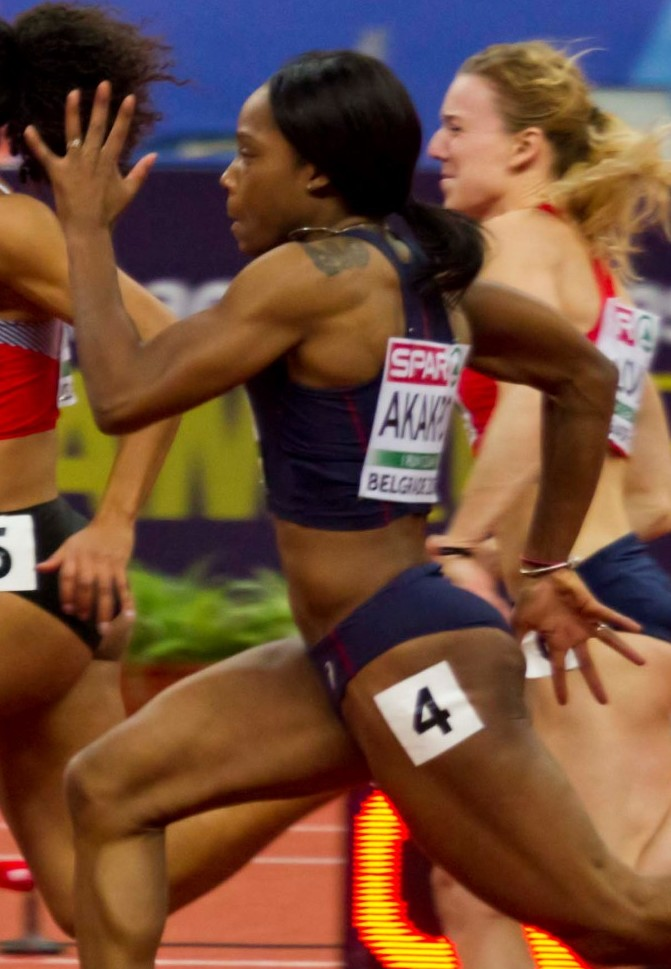
Stella Akakpo (Nr. 4) – wegen Fehlstarts disqualifiziert

8. Juli 2016, 19:15 Uhr
Wind: −1,0 m/s
| Platz | Name               | Nation         | Zeit (s)                    |
| ----- | ------------------ | -------------- | --------------------------- |
| 1     | Dafne Schippers ‡  | Niederlande    | 0010,96                     |
| 2     | Asha Philip ‡      | Großbritannien | 0011,37                     |
| 3     | Rebekka Haase      | Deutschland    | 0011,46                     |
| 4     | Ramona Papaioannou | Zypern         | 0011,55                     |
| 5     | Maja Mihalinec     | Slowenien      | 0011,55                     |
| 6     | Maria Belimbasaki  | Griechenland   | 0011,62                     |
| 7     | Inna Eftimowa      | Bulgarien      | 0011,85                     |
| DSQ   | Stella Akakpo ‡    | Frankreich     | IWR 162, TR16.7 – Fehlstart |

### Lauf 2

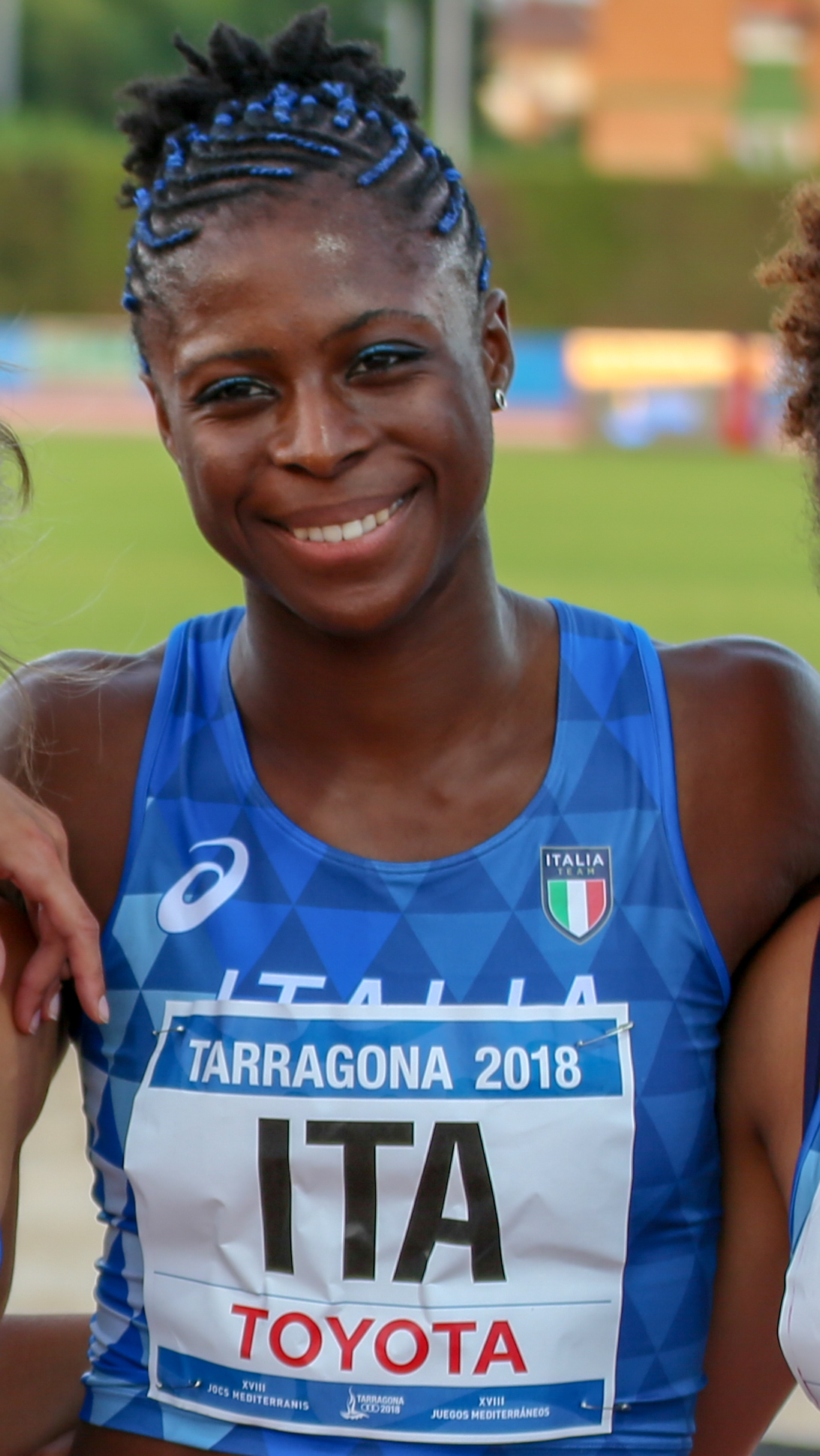
Gloria Hooper – ausgeschieden in 11,48 s
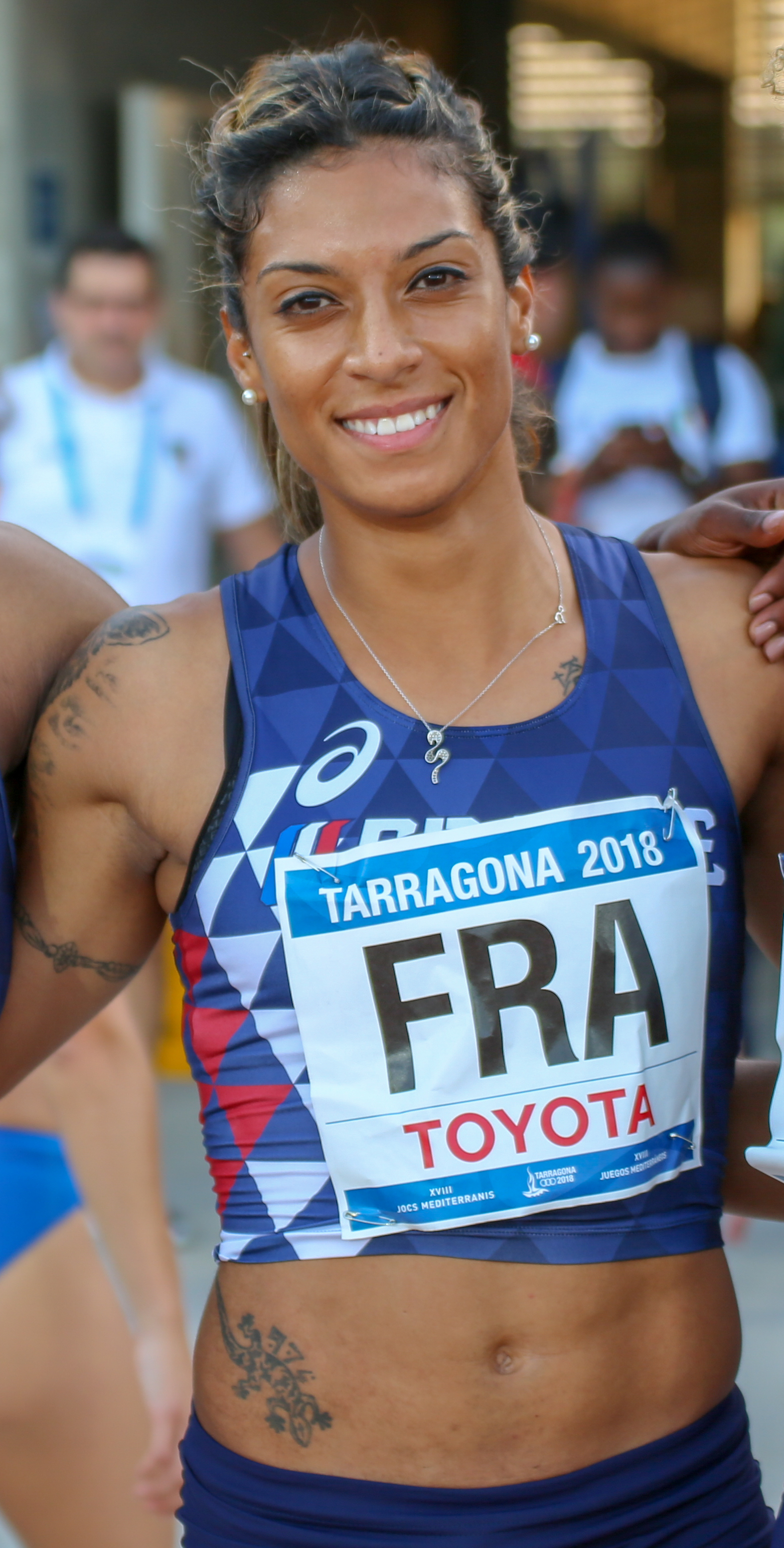
Jennifer Galais – ausgeschieden in 11,62 s
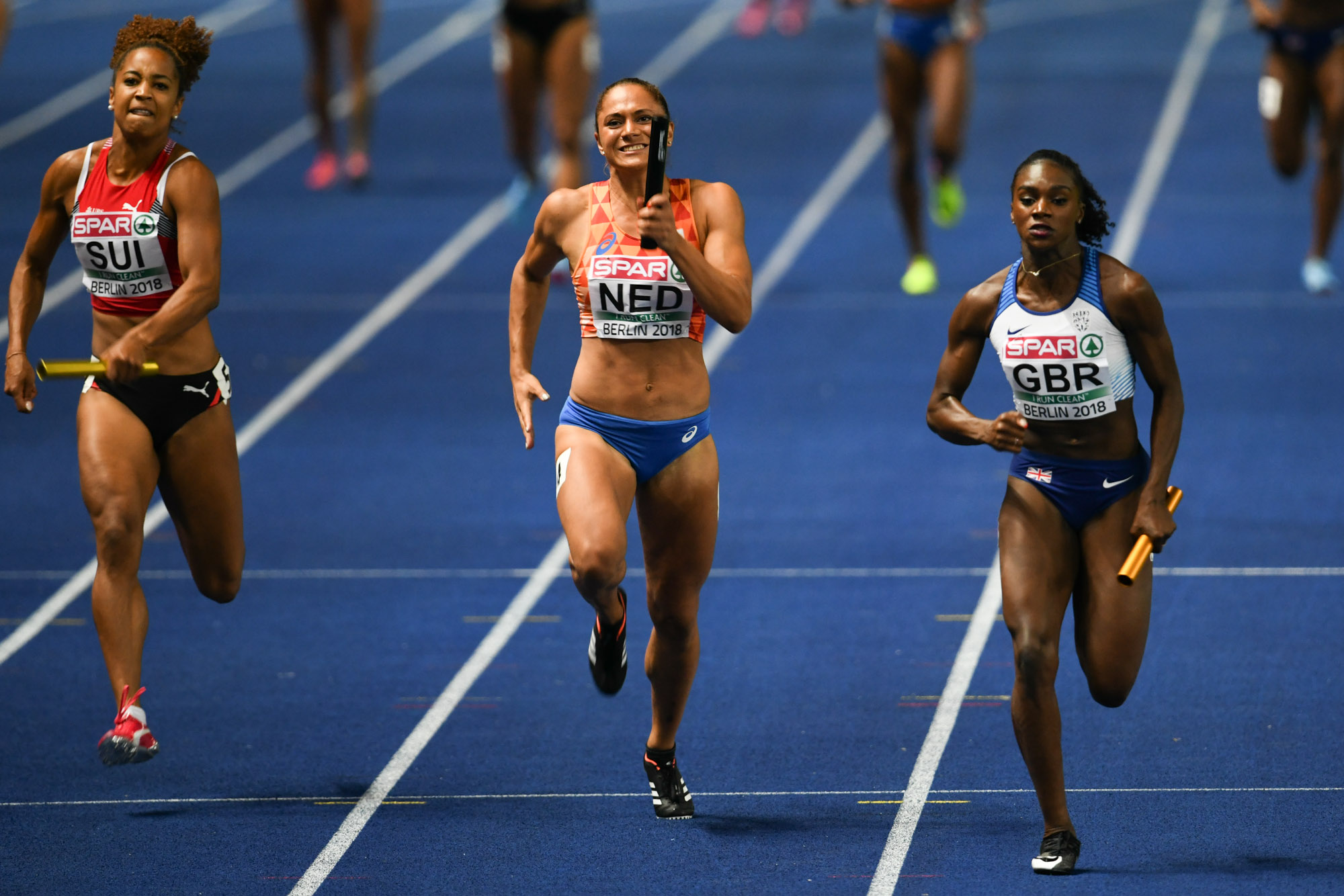
Salomé Kora (links) – ausgeschieden in 11,65 s
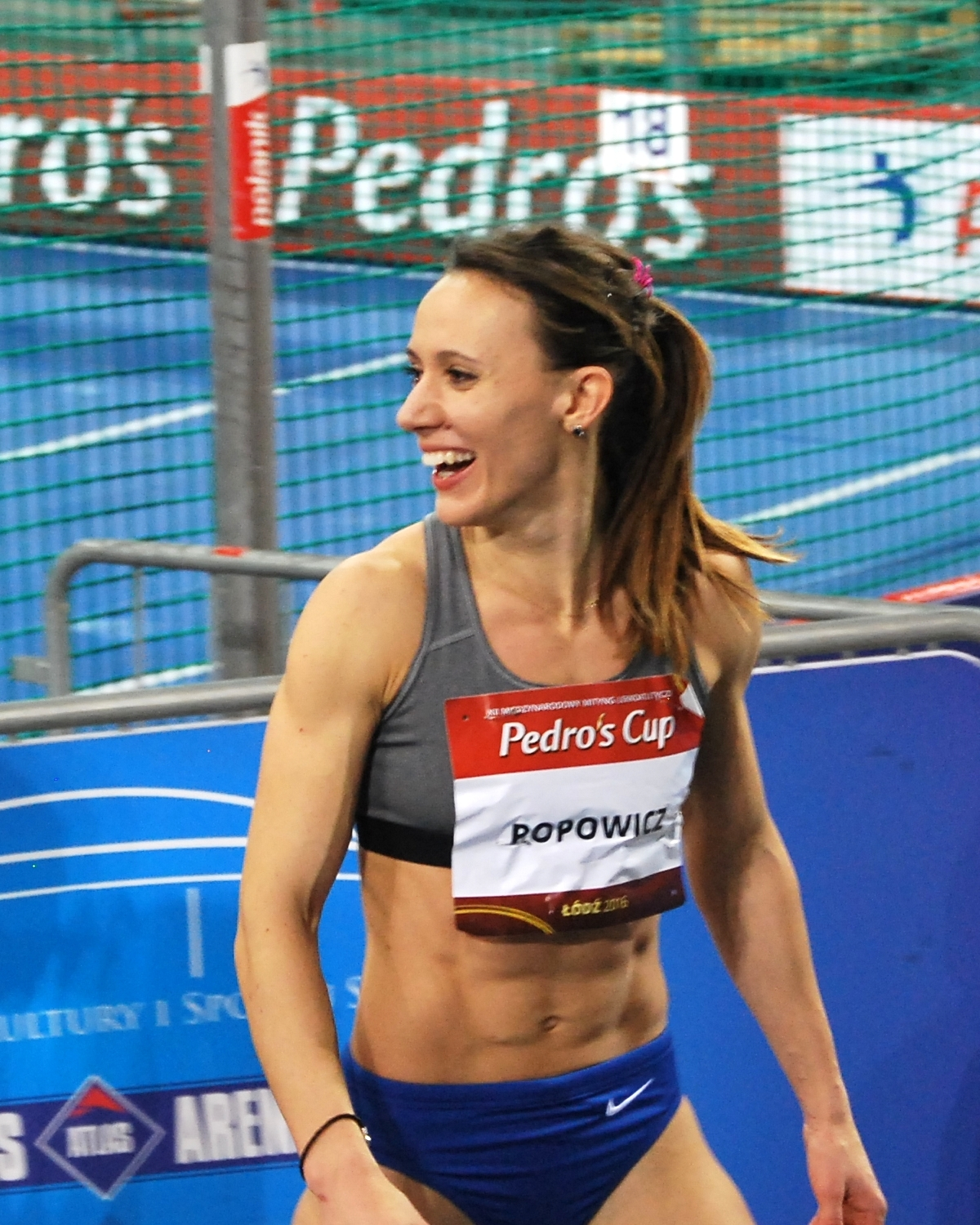
Marika Popowicz-Drapała – ausgeschieden in 11,68 s

8. Juli 2016, 19:24 Uhr
Wind: −0,4 m/s
| Platz | Name                    | Nation      | Zeit (s) |
| ----- | ----------------------- | ----------- | -------- |
| 1     | Iwet Lalowa ‡           | Bulgarien   | 11,26    |
| 2     | Tatjana Pinto ‡         | Deutschland | 11,27    |
| 3     | Natalija Pohrebnjak ‡   | Ukraine     | 11,27    |
| 4     | Gloria Hooper           | Italien     | 11,48    |
| 5     | Lorène Bazolo           | Portugal    | 11,57    |
| 6     | Jennifer Galais         | Frankreich  | 11,62    |
| 7     | Salomé Kora             | Schweiz     | 11,65    |
| 8     | Marika Popowicz-Drapała | Polen       | 11,68    |

### Lauf 3

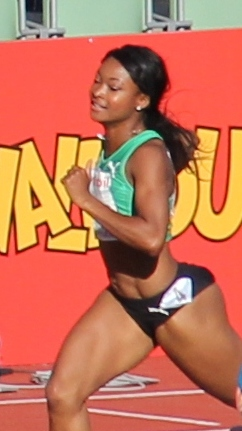
Ezinne Okparaebo – ausgeschieden in 11,44 s
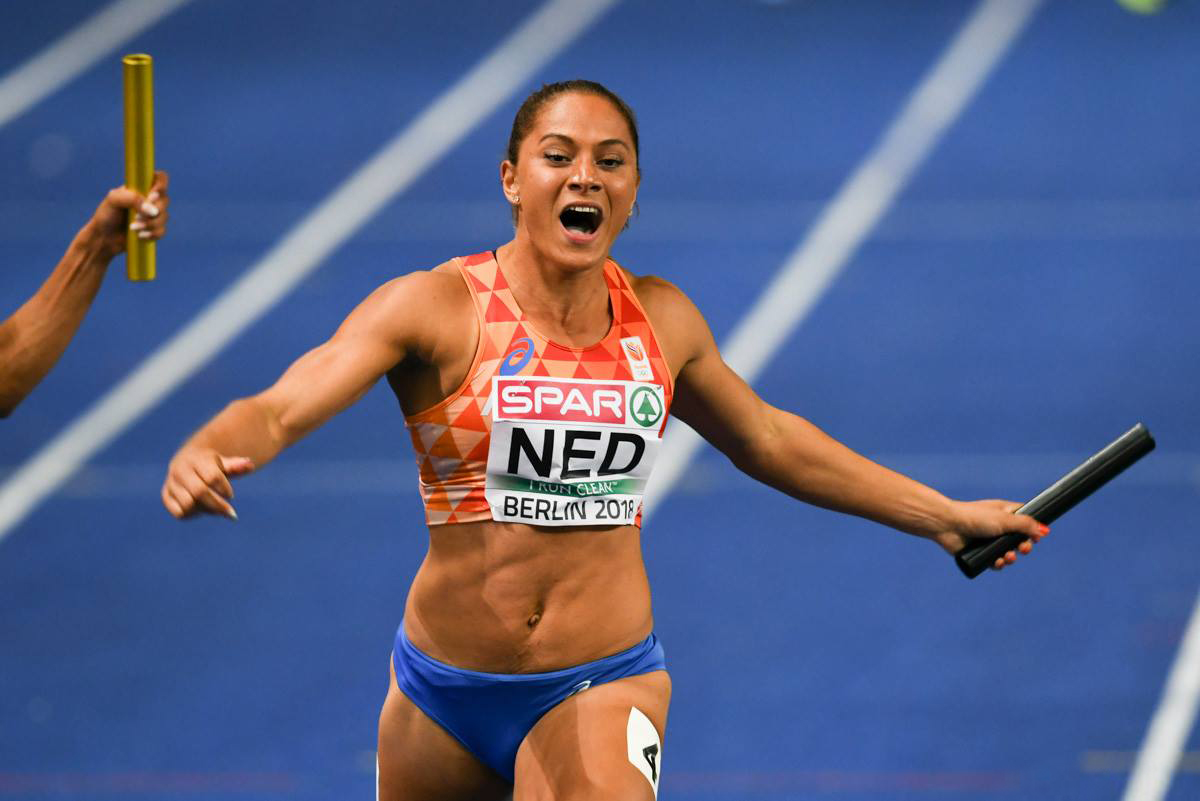
Naomi Sedney – ausgeschieden in 11,44 s
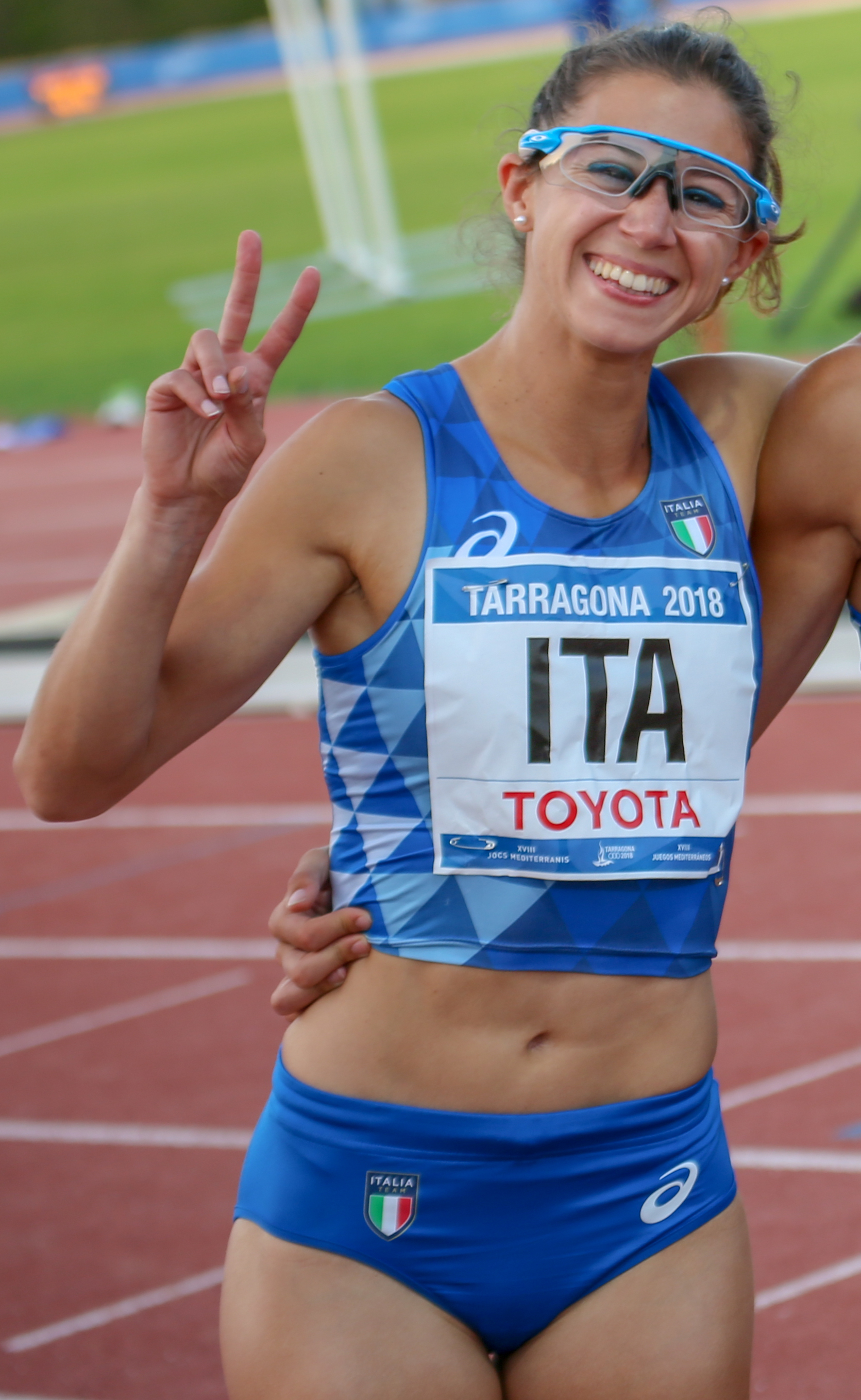
Irene Siragusa – ausgeschieden in 11,78 s
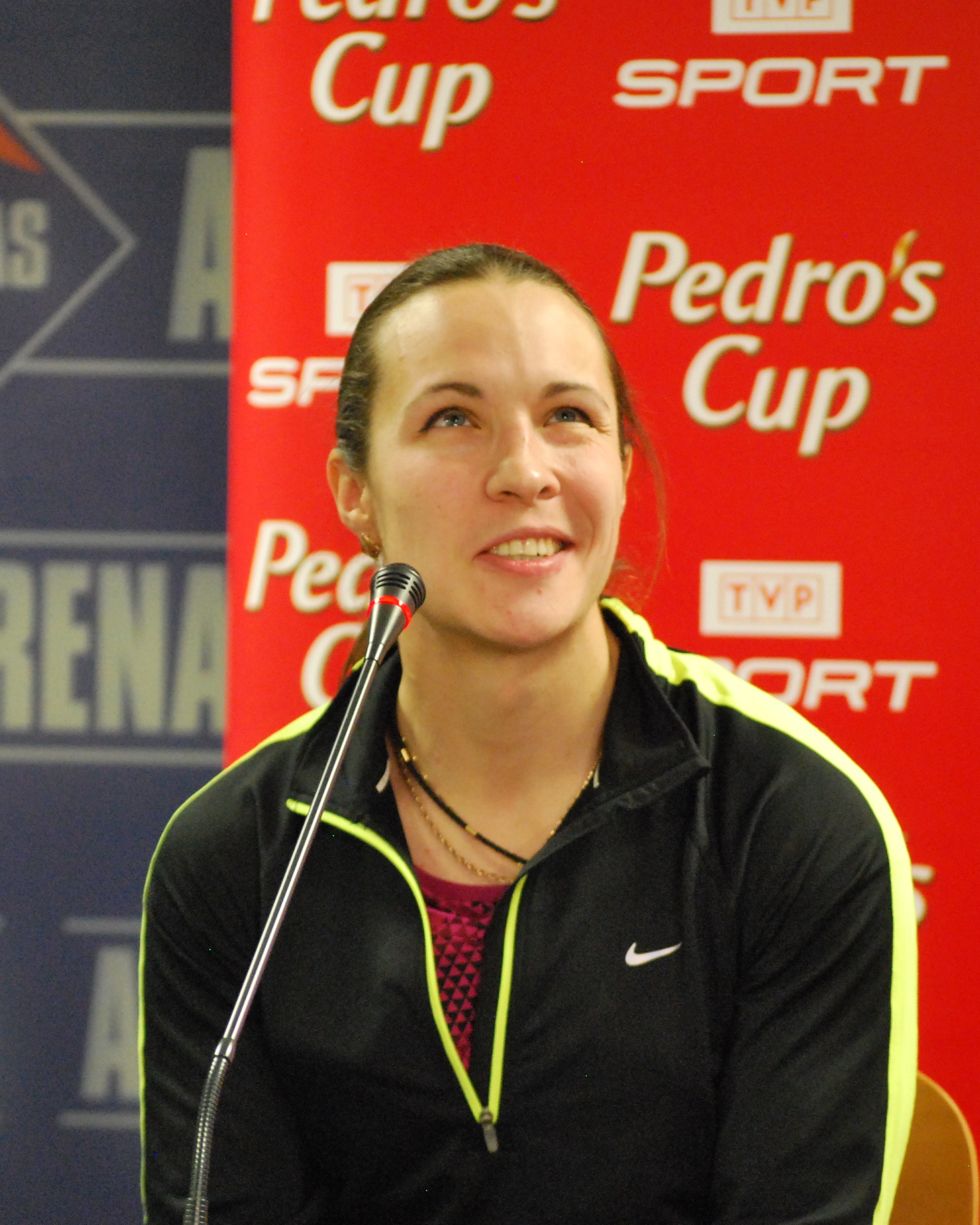
Olessja Powch – wegen Dopingvergens disqualifiziert

8. Juli 2016, 19:33 Uhr
Wind: +0,2 m/s
| Platz | Name                | Nation         | Zeit (s) |
| ----- | ------------------- | -------------- | -------- |
| 1     | Desirèe Henry ‡     | Großbritannien | 11,09    |
| 2     | Mujinga Kambundji ‡ | Schweiz        | 11,23    |
| 3     | Floriane Gnafoua ‡  | Frankreich     | 11,32    |
| 4     | Ezinne Okparaebo    | Norwegen       | 11,44    |
| 4     | Naomi Sedney        | Niederlande    | 11,44    |
| 6     | Amy Foster          | Irland         | 11,62    |
| 7     | Irene Siragusa      | Italien        | 11,78    |
| DOP   | Olessja Powch       | Ukraine        | 11,35    |

## Finale

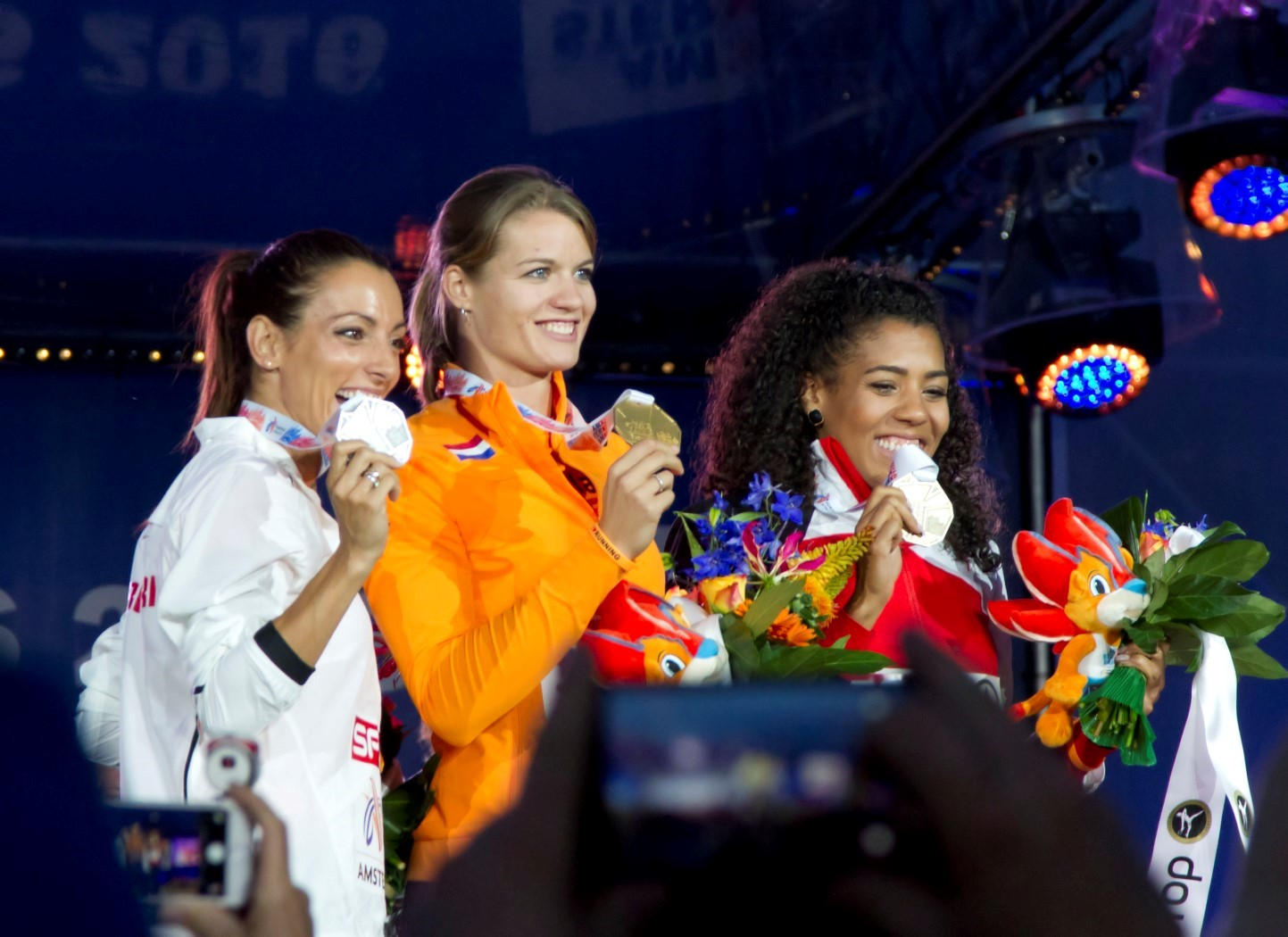
Die Medaillengewinnerinnen auf dem Podium

8. Juli 2016, 21:45 Uhr
Wind: −0,2 m/s
| Platz | Name                | Nation         | Zeit (s) |
| ----- | ------------------- | -------------- | -------- |
| 1     | Dafne Schippers     | Niederlande    | 10,90    |
| 2     | Iwet Lalowa         | Bulgarien      | 11,20    |
| 3     | Mujinga Kambundji   | Schweiz        | 11,25    |
| 4     | Asha Philip         | Großbritannien | 11,27    |
| 5     | Natalija Pohrebnjak | Ukraine        | 11,28    |
| 6     | Tatjana Pinto       | Deutschland    | 11,33    |
| 7     | Floriane Gnafoua    | Frankreich     | 11,36    |
| DNF   | Desirèe Henry       | Großbritannien |          |

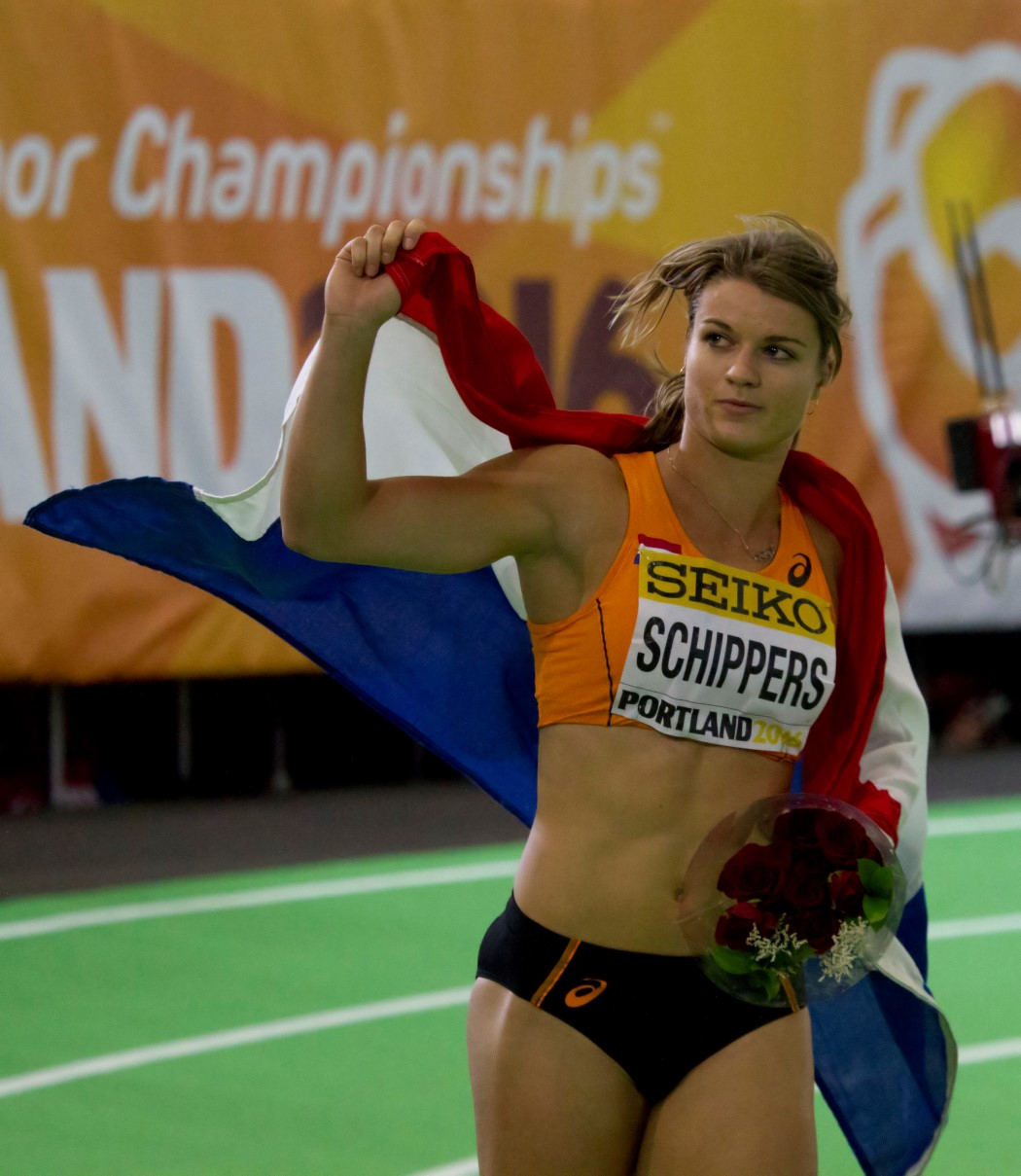
Europameisterin Dafne Schippers wiederholte ihren Sieg von 2014, außerdem war sie 2015 Vizeweltmeisterin, amtierende Weltmeisterin über 200 Meter und WM-Dritte im Siebenkampf von 2013
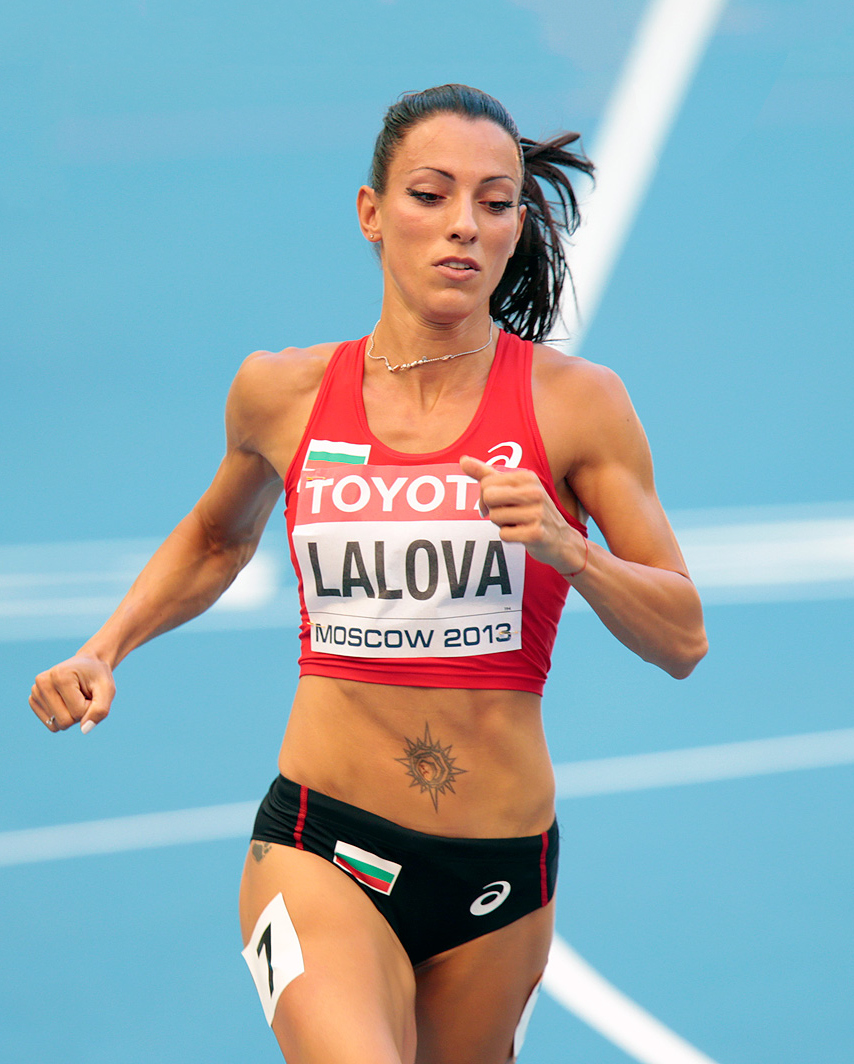
Die Europameisterin von 2012 Iwet Lalowa errang diesmal wie am Tag zuvor über 200 Meter Silber
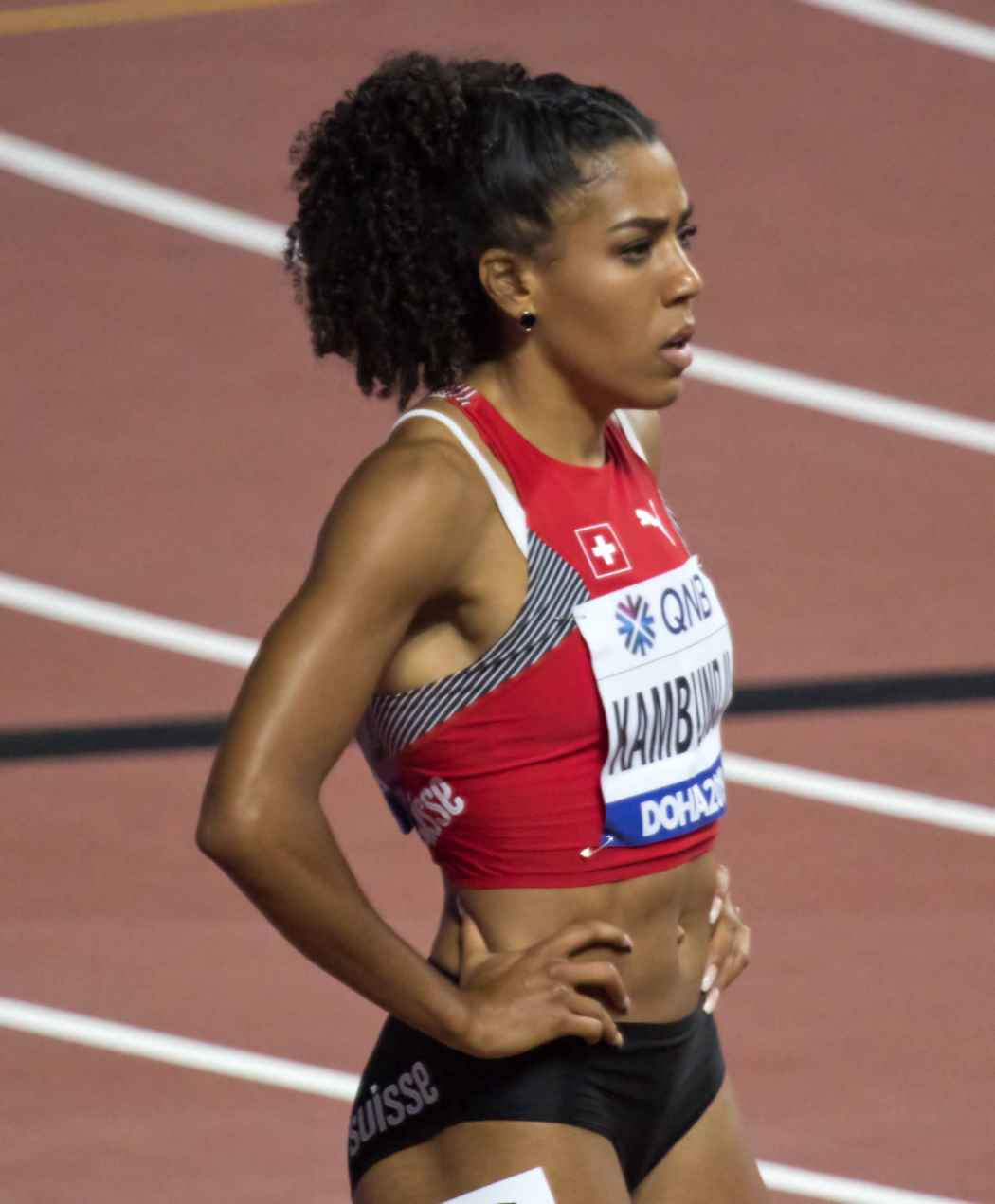
Bronzemedaillengewinnerin Mujinga Kambundji
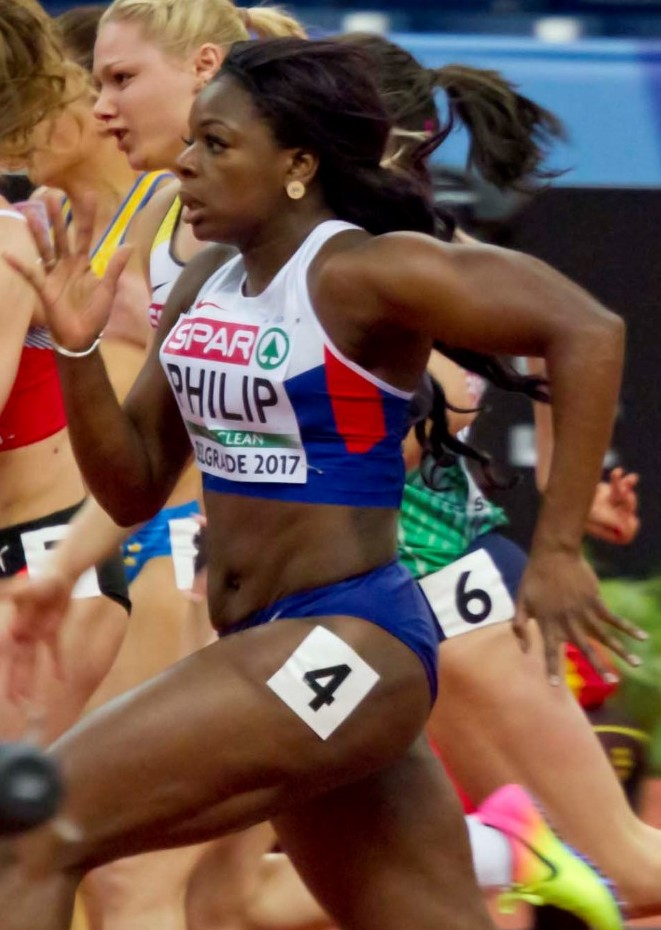
Asha Philip (Nr. vier) belegte Rang vier

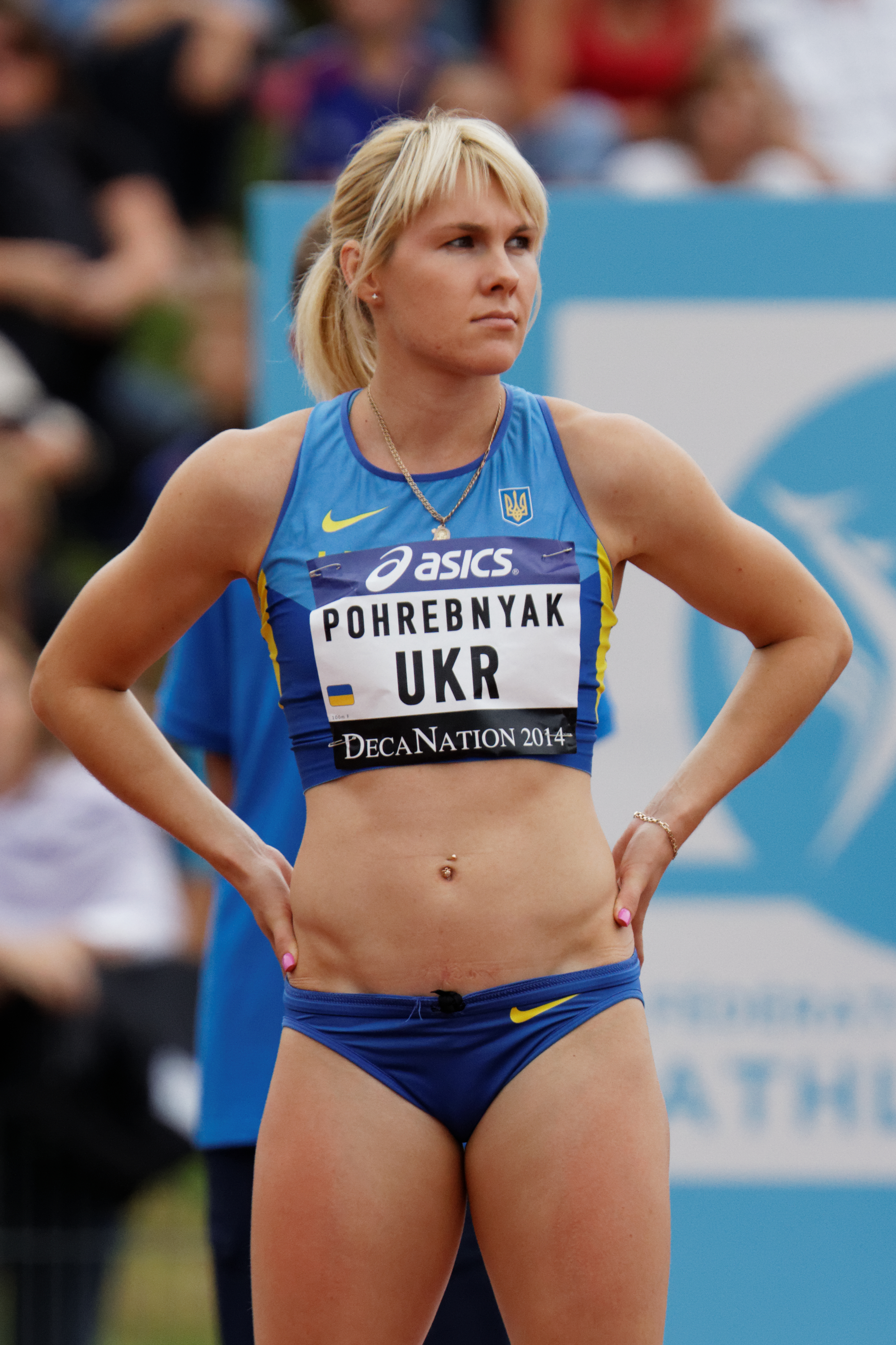
Natalija Pohrebnjak wurde Fünfte
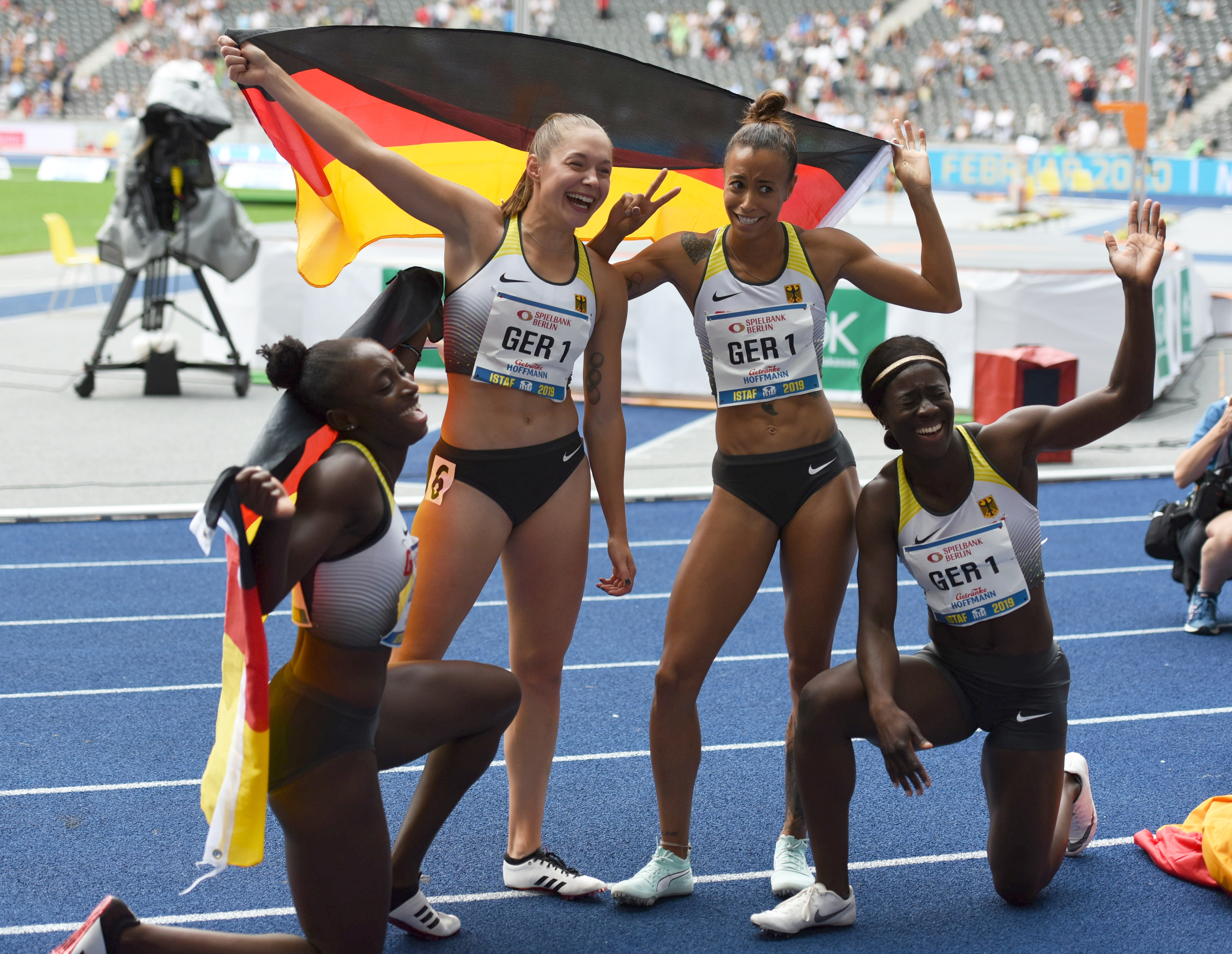
Tatjana Pinto (Zweite von rechts) erreichte Platz sechs
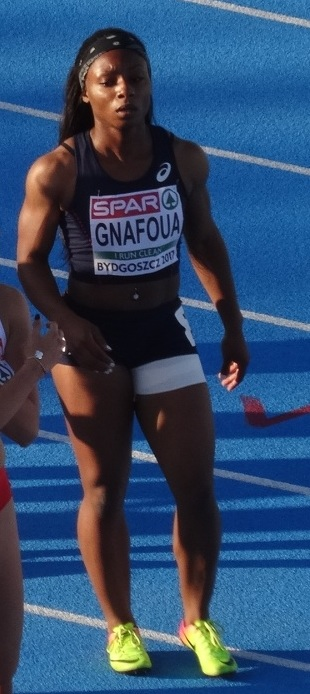
Floriane Gnafoua kam auf den siebten Platz
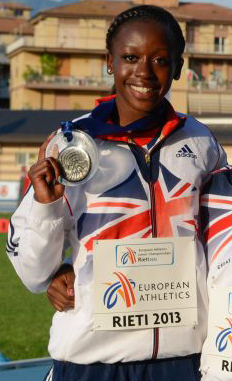
Rang acht für Desirèe Henry

## Videolinks
- European Athletics Championship 2016 - Womens 100m Final - Dafne Schippers 10.90, youtube.com, abgerufen am 3. März 2020
- European Athletics Championship 2016 - Womens 100m Semi Final - Dafne Schippers 10.96 -1,0, youtube.com, abgerufen am 3. März 2020